# 루브르 합의
루브르 합의(Louvre Accord)는 1987년 2월 22일 프랑스 파리에서 경제 선진 6개국(프랑스, 서독, 일본, 캐나다, 미국, 영국)이 체결한 합의를 말한다. 1985년 플라자 합의 이후 미국 달러화의 가치는 급속히 하락했는데, 달러화의 가치 하락을 막기 위한 내용을 골자로 한 합의이다.

## 배경
플라자 협정은 루브르 협정의 전신으로 인식되며, 이 협정은 1985년 뉴욕에서 열린 G7 재무장관 회의에서 합의된 일본 엔화와 독일 도이체 마르크와의 환율 재조정을 목적으로 미국 달러를 평가절하하기 위해 체결되었다. 일본과 몇몇 유럽 국가들은 마이너스 GDP 성장률과 함께 무역수지 흑자를 경험하고 있었고, 미국은 무역수지 적자를 기록하고 있었다. 당시 미 재무장관이었던 제임스 베이커는 무역 상대국들에게 경제 부양을 유도하여 더 많은 것을 구매할 수 있도록 함으로써 불균형을 해소하고자 했다. 그는 이들 파트너가 성장하지 않을 경우 달러 가치의 지속적인 하락을 허용할 것이라고 주장했다.
플라자 협정 이후 달러 가치가 하락하여 1987년에는 1달러당 ¥ 150달러의 환율을 기록했다. 이때까지 다른 통화에 대한 명목 달러 환율은 25% 이상 하락했다. G7 국가의 장관들은 이 하락을 최소화하고 기존 수준에서 안정화하기 위해 당시 파리 루브르궁 내에 위치한 프랑스 재무부에 모였다. 루브르 협정은 다른 통화와 관련하여 미국 달러가 더 이상 하락하는 것을 막았기 때문에 경기 침체를 막는 데 도움이 되었을 수 있다.

## 조항
프랑스는 GDP 대비 1%의 재정적자를 줄이고 기업과 개인에 대해서는 동일한 금액만큼 세금을 인하하기로 합의했다. 일본은 무역흑자를 줄이고 이자율을 인하할 것이었다. 영국은 공공지출을 줄이고 세금을 줄일 것이었다. 유럽에서 선도적인 경제적 위치 때문에 이 합의의 실질적 목적인 독일은 공공지출을 줄이고, 개인과 기업에 대한 세금을 줄이며, 이자율을 낮게 유지할 것이었다. 미국은 1988년 회계연도 적자를 1987년 추정치 3.9%에서 GDP 대비 2.3%로 줄이고, 1988년 정부지출을 1% 줄이고, 이자율을 낮게 유지할 것이었다.

## 영향
1987년 미국 달러화는 도이치 마르크를 비롯한 주요 통화에 대해 약세를 지속하여 1988년 초에는 1달러당 1.57마르크, 1달러당 121엔으로 최저치를 기록했다. 그 후 18개월 동안 달러화는 강세를 보여 연방준비제도가 금리를 6.50%에서 9.75%로 인상하는 등 공격적으로 금리를 인상했다.